# ザ・コアーズ・アンプラグド
『ザ・コアーズ・アンプラグド』（The Corrs Unplugged）は、アイルランドのバンド、ザ・コアーズが1999年に録音・発表したライブ・アルバム。MTVアンプラグドのために行われたライブ演奏を収録している。
ザ・コアーズのこれまでのアルバムに収録されている楽曲や、アルバム『イン・ブルー』（2000年）に収録されることとなる新曲「レディオ」「アット・ユア・サイド」に加えて、メアリー・ブラックの歌唱で知られる「ノー・フロンティアーズ」、フィル・ライノットが1982年に発表した楽曲「オールド・タウン」、R.E.M.がアルバム『オートマチック・フォー・ザ・ピープル』（1992年）で発表した楽曲「エヴリバディ・ハーツ」といったカヴァー曲も演奏された。日本盤やオーストラリア盤には、「ドリームス」がボーナス・トラックとして収録された。また、アメリカ盤には「アット・ユア・サイド」のリミックス・ヴァージョンが追加されている。
2000年には同名の映像作品も発表されており、後にDVD化された。

## 反響
オーストリアのアルバム・チャートでは、ザ・コアーズのアルバムとしては初めて1位を獲得し、5週連続で1位にとどまる大ヒットを記録した。また、オランダでは最初のチャート・インから10カ月以上を経た2000年10月7日付で最高位の3位に達し、2001年にも再びトップ10入りして、2002年にもトップ100圏内に浮上するロング・ヒットとなった。

## 収録曲

### CD
特記なき楽曲はザ・コアーズ作。
1. 夢の中で抱きしめて - "Only When I Sleep" (The Corrs, Oliver Leiber, Paul Peterson, John Shanks) - 4:38
2. ホワット・キャン・アイ・ドゥ - "What Can I Do" - 4:36
3. レディオ - "Radio" - 4:51
4. トス・ザ・フェザーズ - "Toss the Feathers" (Traditional) - 3:14
5. ランナウェイ - "Runaway" - 4:37
6. 遙かなる想い - "Forgiven Not Forgotten" - 5:22
7. アット・ユア・サイド - "At Your Side" - 4:33
8. リトル・ウイング - "Little Wing" (Jimi Hendrix) - 4:41
9. ノー・フロンティアーズ - "No Frontiers" (Jimmy McCarthy) - 4:28
10. クイーン・オブ・ハリウッド - "Queen of Hollywood" (The Corrs, Glen Ballard, Dane Deviller, Sean Hosein) - 4:44
11. オールド・タウン - "Old Town" (Phil Lynott, Jimmy Bain) - 3:09
12. エリン・ショアー - "Lough Erin Shore" (Traditional) - 4:25
13. ソー・ヤング - "So Young" - 4:53
14. エヴリバディ・ハーツ - "Everybody Hurts" (Bill Berry, Peter Buck, Mike Mills, Michael Stipe) - 5:43

#### ボーナス・トラック
1. ドリームス - "Dreams" (Stevie Nicks) - 3:42

#### アメリカ盤ボーナス・トラック
1. "At Your Side (Remix Version)" - 4:22

### VHS・DVD
1. 夢の中で抱きしめて - "Only When I Sleep"
2. ホワット・キャン・アイ・ドゥ - "What Can I Do"
3. レディオ - "Radio"
4. トス・ザ・フェザーズ - "Toss the Feathers"
5. エヴリバディ・ハーツ - "Everybody Hurts"
6. ドリームス - "Dreams"
7. ランナウェイ - "Runaway"
8. 遙かなる想い - "Forgiven Not Forgotten"
9. アット・ユア・サイド - "At Your Side"
10. リトル・ウイング - "Little Wing"
11. ノー・フロンティアーズ - "No Frontiers"
12. クイーン・オブ・ハリウッド - "Queen of Hollywood"
13. オールド・タウン - "Old Town"
14. エリン・ショアー - "Lough Erin Shore"
15. ソー・ヤング - "So Young"

## 参加ミュージシャン
- アンドレア・コアー - ボーカル、ティン・ホイッスル
- シャロン・コアー - ヴァイオリン、バッキング・ボーカル
- キャロライン・コアー - ドラムス、ピアノ、バウロン、バッキング・ボーカル
- ジム・コアー - ギター、ピアノ、バッキング・ボーカル

サポート・メンバー
- アンソニー・ドレナン - ギター、ドブロ・ギター
- キース・ダフィ - ベース、パーカッション

アディショナル・ミュージシャン
- The Irish Film Orchestra
- Fiachra Trench - 指揮
- ピート・トーマス - パーカッション
- ローナン・ドゥーニー - ピッコロトランペット
- ロッド・マクヴェイ - アコーディオン